# Bimini (solsejl)
 For alternative betydninger, se Bimini. (Se også artikler, som begynder med Bimini)
En bimini er en sejldugstop, der er solsejl på en båd. Biminien er ofte monteret på en letvægtramme, der gør den nem at folde sammen, når den ikke er i brug. Den er opkaldt efter Bimini-distriktet på Bahamas.

## Ekstern kilde
Schultz kalecher Arkiveret 14. september 2010 hos  Wayback Machine